# Objaw Janewaya
Objaw Janewaya – jeden z klasycznych, późnych (i rzadkich), objawów skórnych bakteryjnego (najczęściej o etiologii gronkowcowej) zapalenia wsierdzia. W objawie Janewaya obserwuje się małe, niebolesne zmiany na dłoniach i stopach, o charakterze rumieniowym albo krwotocznym, wywołane prawdopodobnie zapaleniem drobnych naczyń krwionośnych spowodowanym przez krążące we krwi kompleksy antygen-przeciwciało. W razie odpowiednio szybko podjętego, właściwego leczenia do powstania tego objawu nie dochodzi. Zmiany w objawie Janewaya są podobne do guzków Oslera, ale w przeciwieństwie do nich nie są bolesne.
Rzadziej objaw pojawia się przy toczniu rumieniowatym układowym, anemii hemolitycznej i durze brzusznym.

## Historia
Objaw opisał Edward G. Janeway (1841–1911) w 1899 roku.